# Hôtel d'Hoogstraeten

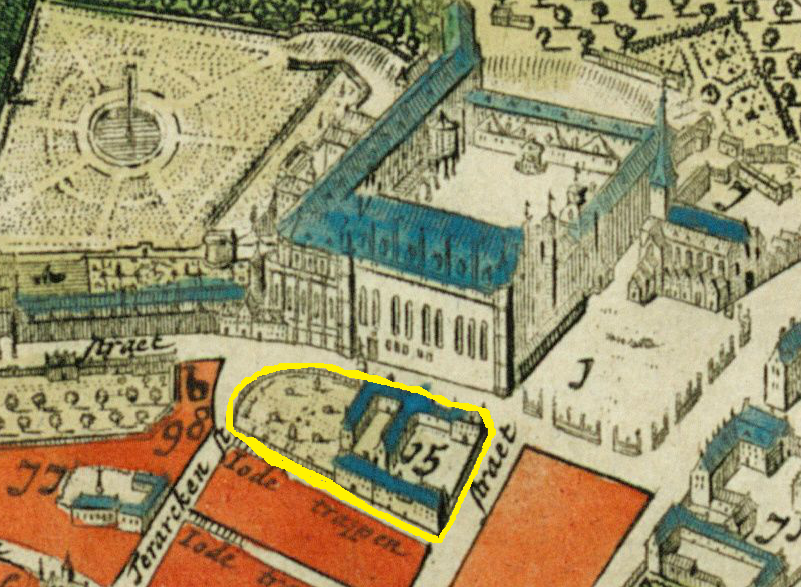
Cour d'Hoogstraeten en 1712.

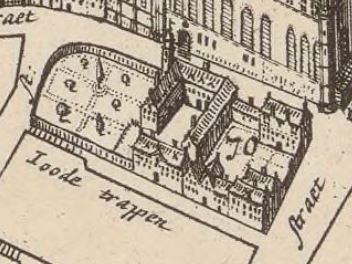
Maison de Hogstrate à côté du palais du Coudenberg.

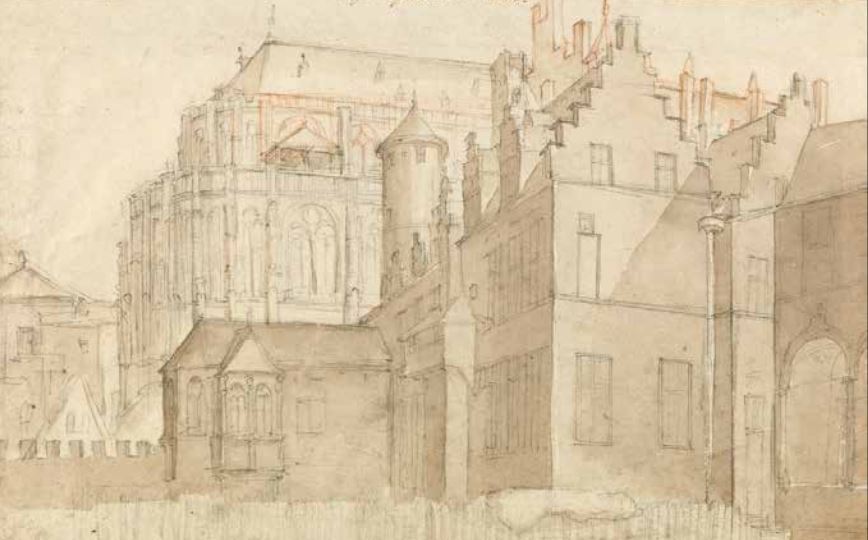
Le côté jardin dessiné par Cantagallina, avec un arc de la galerie à droite et la chapelle du palais en arrière-plan.

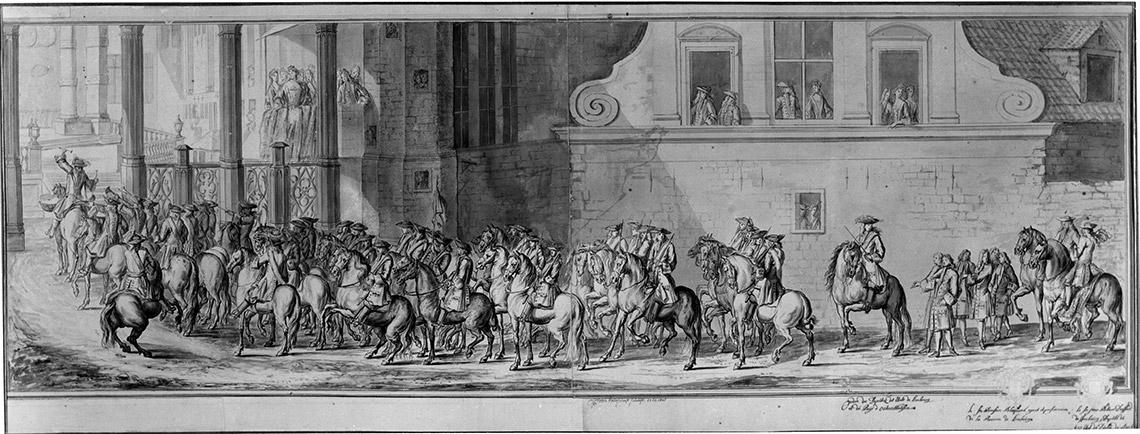
Heureuse entrée de Charles VI en 1717 le long de la maison de Hogstrate jusqu'à la place du bailli.

L'hôtel d'Hoogstraeten, la maison de Hogstrate ou la cour d'Hoogstraeten (en néerlandais Hof van Hoogstraten) est un hôtel particulier disparu à Bruxelles. Il était situé à côté du palais du Coudenberg, qui a brûlé au XVIIIe siècle. C'est maintenant un site archéologique, situé près de la place Royale.
Le bâtiment est né de la fusion de plusieurs maisons séparées. Au XIVe siècle, il appartenait à Walter van Kersbeke puis à Jean IV d'Auxy. Philippe de Bourgogne-Beveren y ajouta une chapelle et une galerie. Après lui, il est entré en possession d'Antoine Ier de Lalaing, comte d'Hogstrate. Il était l'un des conseillers de l'empereur Charles Quint. La maison d'Hogstrate a été en grande partie démolie en 1774 pour la construction de la place Royale. Certains éléments ont été conservés et ont été intégrés à l'hôtel de Spangen, qui abritait plusieurs services gouvernementaux.
Une visite des vestiges est incluse dans le sentier archéologique de visite de l'ancien palais du Coudenberg. Il est situé sous la Place Royale et est accessible par le Musée Belvue. Les travaux pour y donner accès ont débuté en 1984, et ont duré 25 ans.
L'ancienne rue Isabelle était située sur le côté du palais et a été partiellement rendue accessible. La rue porte le nom de l'archiduchesse Isabelle d'Espagne (1566-1633). À côté se trouvait l'hôtel de Hoogstraeten, dont la galerie s'ouvre sur la rue Villa Hermosa. Dans les bâtiments restants de l'hôtel de  Hoogstraeten, il y a un espace d'exposition avec des ustensiles qui ont été trouvés lors des fouilles.
Un dessin réalisé par Remigio Cantagallina vers 1612 a été utilisé dans l'enquête du site archéologique. Elle montre une vue sur le jardin de la maison de Hogstrate. Les détails de ce dessin ont permis de réaliser la restauration de la galerie.